# George Gordon Byron
George Gordon Noel Byron, al VI-lea Baron Byron (n. 22 ianuarie 1788, Londra — d. 19 aprilie 1824, Missolonghi, Grecia) este unul dintre cei mai cunoscuți poeți romantici englezi, alături de Percy Bysshe Shelley și John Keats, contemporani ai săi. 
Printre cele mai cunoscute opere ale sale sunt poemele narative Pelerinajul lui Childe Harold și Don Juan. Cel din urmă a rămas incomplet din pricina morții poetului.
Faima Lordului Byron se datorează nu numai operei, ci și vieții sale, trăită în extravaganță, cu numeroase povești de dragoste, datorii, despărțiri, acuzații de incest și sodomie. El a fost descris de către Lady Caroline Lamb ca „un om nebun, rău și periculos a-l cunoaște”. Byron a fost un lider regional al organizației revoluționare Carbonari din Italia în revolta lor împotriva Austriei și mai târziu a călătorit pentru a lupta împotriva turcilor în Războiul de independență al Greciei, fapt pentru care grecii îl consideră un erou național. El a murit din cauza febrei în Missolonghi.

## Familia
Tatăl său, căpitanul John „Jack Nebunul” (Mad Jack) Byron a fost fiul vice amiralului John „Vreme Rea” (Foulweather) Byron și al Sophiei Trevanion. Bunicul său, din partea tatălui, a fost fratele mai mic al celui de-al V-lea Baron Byron cunoscut ca „Lordul Imoral” (The Wicked Lord), descendent al regelui Edward al III-lea al Angliei.
Mama sa, Catherine Gordon, moștenitoare a familiei Gight din Aberdeenshire, Scoția, a fost fiica lui George Gordon of Gight, descendent al regelui Iacob I al Scoției. Acest bunic s-a sinucis în 1779, iar mama lui a fost nevoită să-și vândă moșiile și titlul nobiliar pentru a-i plăti datoriile. Byron a fost botezat George Gordon după bunicul său din partea mamei.
Fiica sa legitimă Augusta Ada Byron, ulterior Ada Lovelace, cunoscută matematiciană britanică, a colaborat cu Charles Babbage la realizarea motorului analitic, predecesorul calculatorului modern.

## Biografie

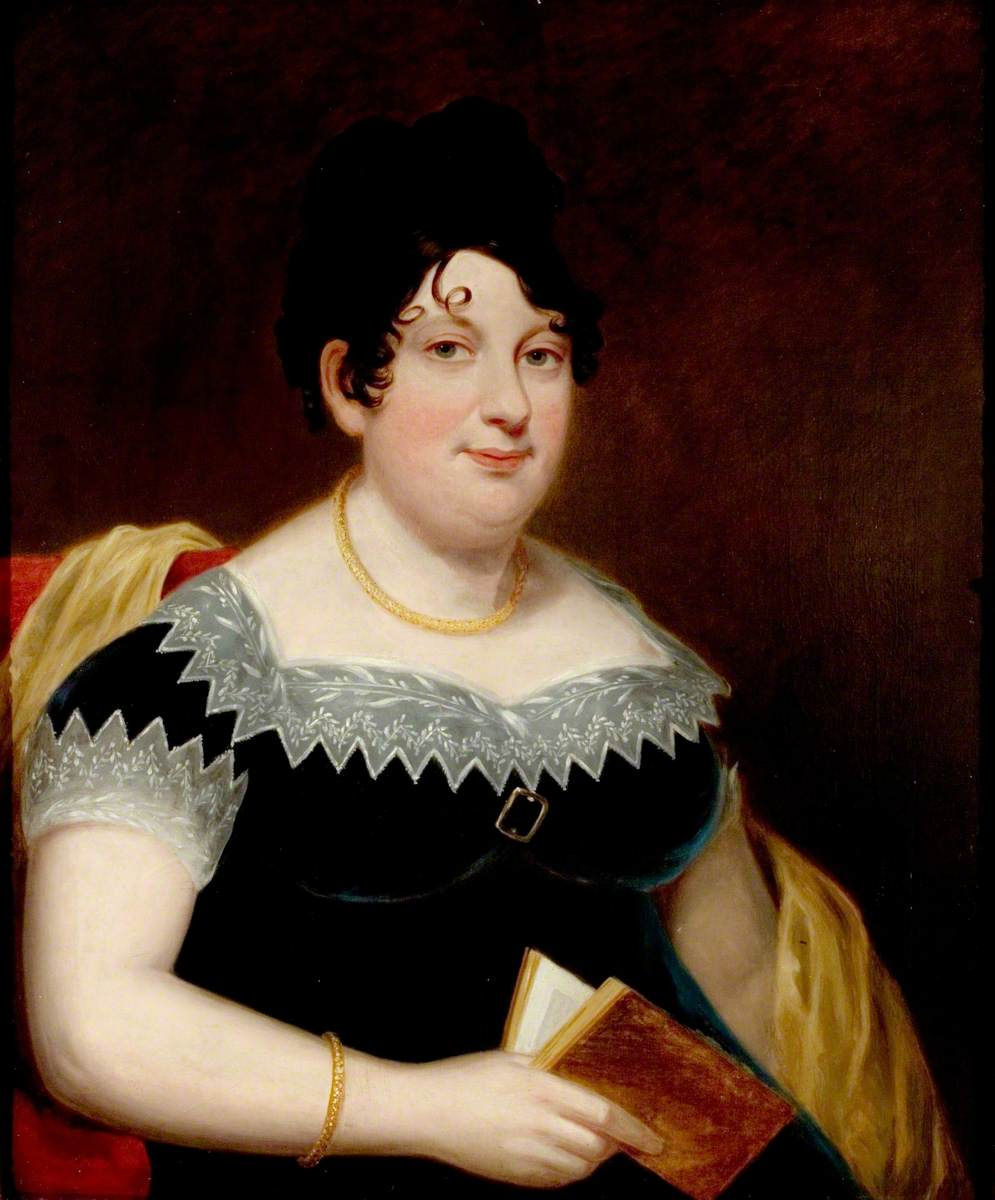
Catherine Gordon, Mama poetului

Copil fiind a fost cunoscut ca George Noel Gordon. S-a născut cu o malformație a piciorului drept, care i-a cauzat un șchiopătat ușor. Acest handicap și speranțele deșarte că situația se poate remedia i-au făcut viața mizerabilă (se presupune că din această cauză ar fi devenit dependent de laudanum).
Părinții lui s-au despărțit înainte de nașterea sa. Se presupune că John Byron s-ar fi căsătorit cu Catherine din motive materiale, iar când aceasta ar fi rămas fără bani, a părăsit-o.
Byron s-a născut într-o casă pe strada Holles în Londra și a fost botezat la biserica Sf. Marylebone. La scurt timp după naștere Catherine s-a mutat înapoi în Scoția crescându-și fiul în Aberdeen. Aici a urmat cursurile Școlii de Gramatică de unde se spune că a fost dat afară când s-a aflat că este homosexual.
De asemenea, chiar Byron povestea mai târziu, că în această perioadă doica lui, May Gray, i-ar fi făcut avansuri sexuale pe când avea doar nouă ani, lucru întâlnit și în cartea lui Francois Rabelais. Această experiență și dragostea lui pentru verișoarele sale Mary Duff și Margaret Parker au pus amprenta în comportamentul său ciudat față de femei.
La vârsta de 10 ani (21 mai 1798), Byron a moștenit titlul și moșiile de la fratele bunicului său „Lordul Imoral”. Devenind astfel al VI-lea baron Byron. 
Mama sa l-a dus în Anglia, iar băiatul s-a indrăgostit de încăperile misteriose și întinsele terenuri de la Newstead Abbey, Nottinghamshire, Anglia dăruite familiei Byron de către regele Henric al VIII-lea, unde a locuit sporadic, deoarece în perioada adolescenței această moșie a fost închiriată lordului Grey de Ruthyn.   
În august 1799 Byron urmează cursurile „academiei” din Dulwich Grove unde l-a avut profesor pe William Glennie, originar din Aberdeen, până în aprilie 1801.
Din 1801 urmează cursurile școlii Harrow până în iulie 1805. Apoi din octombrie 1805 urmează cursurile Colegiului Trinity din Cambridge.
În perioada studiilor la Cambridge (noiembrie 1806) a publicat primul volum de poezie, încurajat și ajutat de prietena sa din Southwell, Nottinghamshire, Elisabeth Pigot. Volumul intitulat Piese fugare editat de către Ridge din Newmark, a fost retras rapid de pe rafturile librăriilor și ars la sfatul reverendului Thomas Beecher, deoarece conținea versuri mult prea senzuale, în particular poezia „Mariei”.
În iunie 1807 publică volumul Ceasuri de trândăvie, în care sunt incluse poezii din volumul anterior alături de lucrări mai recente. Critica defavorabilă apărută pentru acest volum în Edinburgh Review, au condus către prima sa lucrare satirică majoră Barzi englezi și critici scoțieni, publicată în 1809. Această lucrare, în prima sa ediție, a stârnit furia anumitor literați menționați, încât unii dintre ei l-au provocat pe Byron la duel. Apoi, în edițiile ulterioare, era considerat onorabil să fi pomenit în această prestigioasă lucrare.
În 13 martie 1809 își ocupă locul în Camera Lorzilor. 
Din 1809 până în 1811, Byron împreună cu prietenul său John Cam Hobhouse a fost plecat în prima călătorie (Grand Tour este un obicei pentru orice tânăr aristocrat englez) prin țările mediteraneene, trebuind să evite Europa Centrală și de Vest din cauza războaielor napoleoniene. 
Byron și-a început călătoria în Portugalia, unde a fost încântat de orașul Sintra pe care l-a descris într-o scrisoare către prietenul său Francis Hodgson drept cel mai frumos loc din lume, iar în Pelerinajul lui Childe Harold  l-a descris drept „rai glorios”. Apoi din Spania, prin Gibraltar a călătorit către Malta. Din Malta a navigat spre Grecia acostând la Preveza. A fost și în Albania, vizitându-l pe Ali Pașa din Ioannina.
În Atena s-a îndrăgostit de o domnișoară de doar  12 ani, Teresa Macri, căreia i-ar fi dedicat un poem (Maid of Athens, ere we part) înainte de plecarea spre Istanbul. 
Într-o scrisoare către prietenul Henry Drury declara „că moare din dragoste pentru trei domnișoare la Atena: Teresa, Mariana și Kattinka”.
La întoarcerea din Turcia, în iulie 1810, a stat în casa domnului Macri pentru alte zece zile, iar la un moment dat i-ar fi oferit 500 de lire pentru Teresa, dar oferta i-a fost refuzată. 
De asemenea, în perioada cât a stat în Atena l-a cunoscut pe Nicolo Giraud, în vârstă de 15 ani, care i-a devenit prieten intim și de la acesta Byron a învățat italiana. Urmare a acestei prietenii Byron l-a trimis pe Nicolo la studii la o mănăstire în Malta și l-a trecut în testamentul său, drept moștenitor a 7000 de lire. Ulterior, această dorință testamentară a fost anulată.
În 14 iulie 1811 se reîntoarce în Londra. Are primele contacte cu John Murray, viitorul său editor și cu Thomas Moore, bunul său prieten de mai târziu. Mama sa moare la Newstead la 1 august, înainte ca Byron să o revadă.
La 27 februarie 1812 rostește primul său discurs în Camera Lorzilor, iar în 29 februarie, John Murray îi publică primele două Cânturi din Pelerinajul lui Childe Harold, care îl fac celebru "peste noapte", cum avea să declare Byron mai târziu.

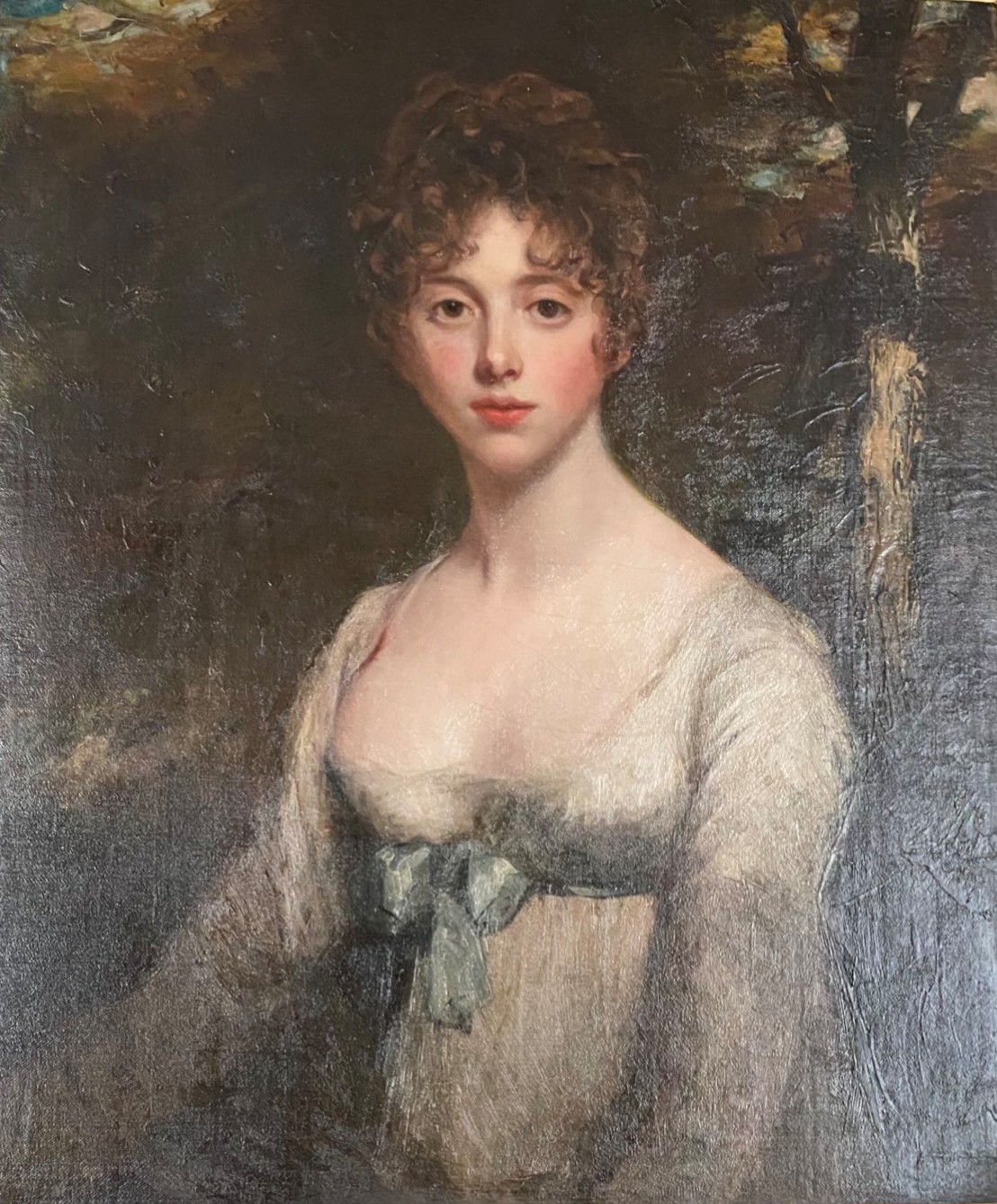
Lady Caroline Lamb

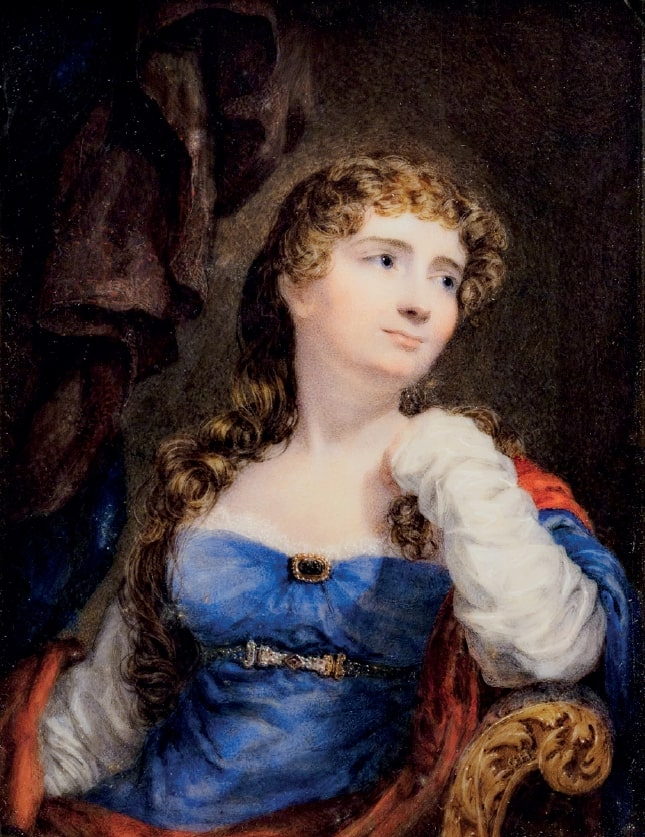
Anne Isabella Milbanke în 1812 de Sir George Hayter

În 1812, Byron are o aventură cu Lady Caroline Lamb, aventură foarte mediatizată bucurându-se de un interes deosebit din partea publicului britanic. Realizând ca această relație poate să-i ruineze statutul social, Caroline fiind căsătorită, Byron a pus capăt relației, dar Caroline nu a dorit să accepte acest fapt. A fost foarte afectată emoțional, pierzând atât de mult în greutate, încât Byron, sarcastic, îi scria soacrei Carolinei, Lady Melbourne, că este "bîntuit de un schelet", deoarece Caroline l-a vizitat deseori încercând cu disperare să-l facă să se întoarcă la ea. 
În anul 1813 publică primele poeme orientale, Ghiaurul și Mireasa din Abydos, iar în 1814 publică Corsarul și Lara. În luna septembrie se logodește cu Anne Isabella (Annabella) Milbanke, verișoara Carolinei Lamb. 
În decembrie 1813 scrie Melodii ebraice. 
Căsătoria cu Annabella Milbanke are loc la 2 ianuarie 1815, iar în martie se stabilesc în Londra. În luna aprilie îl cunoaște pe Sir Walter Scott. Scrie poemul Asediul Corintului și apoi Parisina. La 10 decembrie 1815 se naște fiica sa, Augusta Ada, iar în luna ianuarie 1816 soția sa își vizitează părinții și nu se mai întoarce la Byron. La 21 aprilie fiind semnat actul oficial de divorț.
La patru zile după divorț, pe 25 aprilie 1816, Byron părăsește Anglia pentru totdeauna. În Belgia vizitează câmpul de luptă de la Waterloo, apoi călătorește în sus pe Rin; își petrece vara în Elveția împreună cu poetul Percy Bysshe Shelley, a soției acestuia, Mary Godwin și a tinerei Claire Clairmont, sora vitregă a lui Mary. Locuind în vila Diodati, lângă Geneva, în vara lui 1816 finalizează Cântul al III-lea din Pelerinajul lui Childe Harold, scrie Prizonierul din Chillon și începe să lucreze la poemul dramatic Manfred.
La sfârșitul verii Shelley, Mary și Claire părăsesc Elveția. Claire poartă, spre Anglia, în pântece un copil rezultat al relației amoroase avute cu Byron.
În octombrie 1816, împreună cu prietenul său John Hobhouse, Byron face o călătorie în Alpi și apoi în Italia, stabilindu-se la Veneția.
La 12 ianuarie 1817 Claire Clairmont dă naștere fiicei sale nelegitime, Clara Allegra Byron. Vizitează Florența, Roma și Ferrara. La mănăstirea din San Lorezzo învață armeană. În mai vizitează Roma, împreună cu  John Hobhouse, impresiile lăsate de ruinele romane se regăsesc în Cântul IV din Pelerinajul lui Childe Harold. Scrie Tânguirea lui Tasso și încheie Manfred. Tot acum scrie Beppo, un poem pe teme venețiene în ottava rima și lucrează la Cântul IV din Pelerinajul lui Childe Harold.
În februarie 1818 apare Beppo, iar în aprilie Cântul IV din Pelerinajul lui Childe Harold. Încheie poemul Mazeppa și începe să lucreze la poemul satiric de mari proporții, Don Juan, al cărui prim cânt îl încheie în septembrie. 
În vara lui 1818 Claire o trimite pe Clara Allegra la Byron să o crească. 
În aprilie 1819 o cunoaște pe Contesa Teresa Gamba Guiccioli, de care va rămâne legat până la moarte. Își petrece toamna la La Mira, unde continuă Don Juan. Primește vizita poetului și prietenului său, Thomas Moore, căruia îi încredințează memoriile sale. În Italia sunt publicate prime două cânturi din Don Juan.  
În anul 1820 locuiește la Ravenna, în palatul Guiccioli. Continuă Don Juan. Traduce primul Cânt din Morgante Maggiore și Francesca da Rimini. Încheie Profeția lui Dante și scrie drama poetică Marino Faliero, Doge al Veneției. Face o vizită familiei Gamba la Filetto și este implicat în mișcarea revoluționară a Carbonarilor, împotriva jugului austriac.

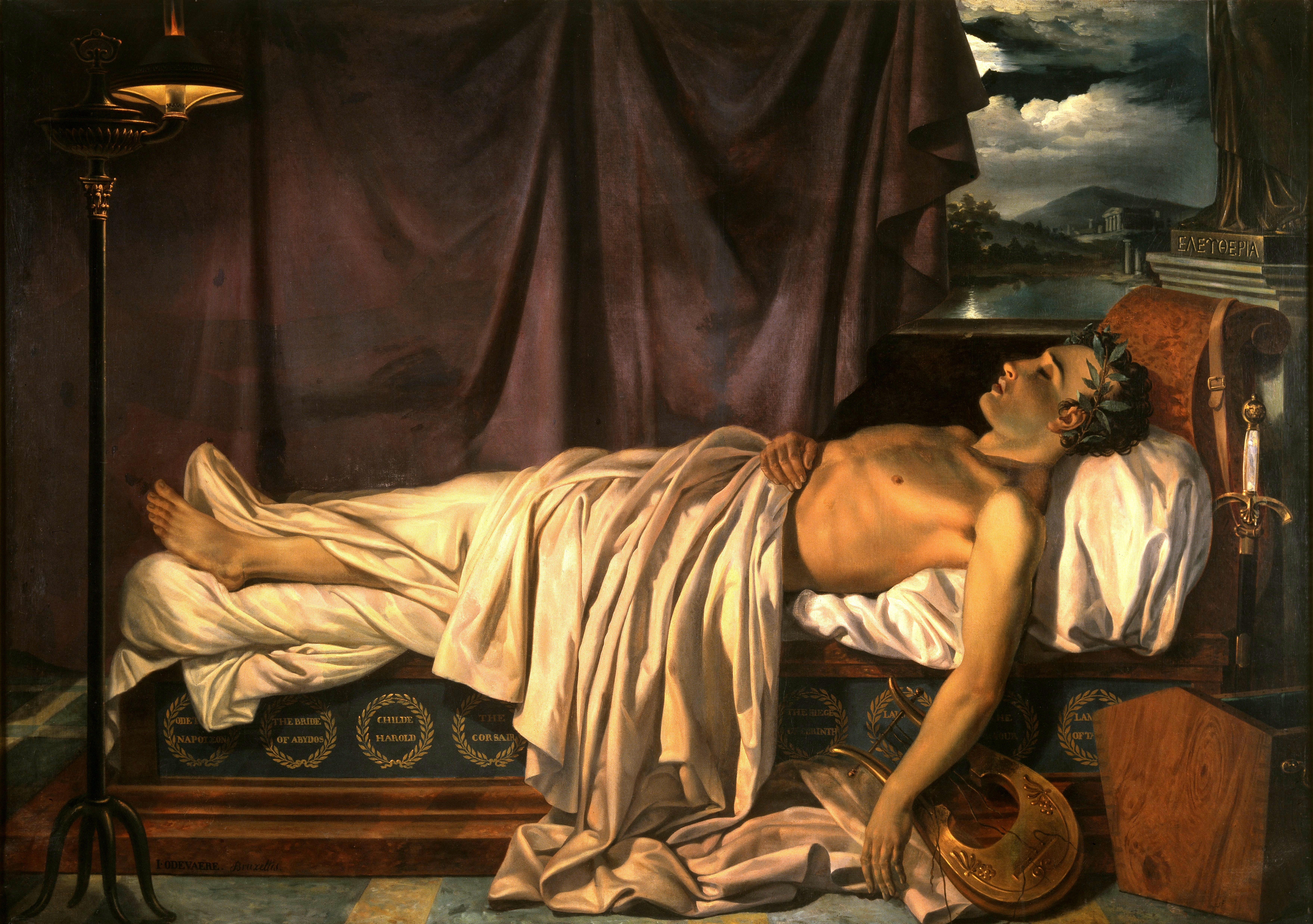
Lord Byron pe patul de moarte, pictat de Joseph-Denis Odevaere c.1826 Ulei pe pânză, 166 × 234.5 cm. Muzeul Groeninge, Bruges.

 Poetul romantic Percy Bysshe Shelley a scris despre stilul de viață al lui Byron în timpul petrecut la Ravenna: "Lordul Byron se trezește la ora două. Eu mă trezesc, contrar propriilor obiceiuri ... la 12. Luăm micul-dejun și stăm de vorbă până la șase. De la șase la opt galopăm prin pădurea de pini care desparte Ravenna de mare; apoi ne întoarcem acasă și luăm cina, rămânând să bârfim până la șase dimineața. Nu cred că asta mă va ucide într-o săptămână sau două, dar nu voi insista mai mult decât atât. Casa Lordului B. se constituie, pe lângă servitori, din zece cai, opt câini enormi, trei maimuțe, cinci pisici, un vultur, o cioară și un șoim; toate acestea, cu excepția cailor, se plimbă prin casă, iar certurile lor nearbitrate resună ocazional prin vilă, de parcă ei i-ar fi stăpânii ... PS: Observ că enumerarea mea animalieră din acest Palat Circean a fost greșită ... Tocmai m-am întâlnit, chiar pe impozantele scări principale, cu cinci păuni, două bibilici și cu un cocor egiptean. Mă întreb cine au fost toate animalele acestea, înainte să fie schimbate în formele lor actuale." 
În 1821 Mișcarea Carbonarilor este înfrântă, iar familia Gamba este exilată la Pisa. Izbucnește războiul de independență al Greciei, care îl interesează pe Byron. Scrie Sardanapal, Cei doi Foscari, Cain, Cer și pământ. În luna august apar Cînturile III, IV și V din Don Juan. În septembrie scrie Viziunea judecății, în noiembrie se duce sa locuiască la Pisa, unde se afla și Shelley. În decembrie apare Cain.
În 1822 atacul împotriva lui Cain și Don Juan se întețește în Anglia. Leigh Hunt și familia sunt găzduiți în casa lui Byron de la Pisa. Byron pleacă la Genova pentru a se alătura familiei Gamba. În octombrie este publicată Viziunea judecății, care sporește și mai mult protestele Angliei la adresa poetului. John Hunt devine noul său editor. Moare fiica sa, Clara Allegra, răpusă de tifos.
În 1823 scrie Epoca de bronz și Insula. Devine membru al Comitetului grec de la Londra, iar la 14 iulie pleacă spre Grecia împreună cu fratele Teresei Guiccioli, Pietro Gamba. Este primit în Cephalonia ca un adevărat erou. Se îmbolnăvește grav după o excursie făcută la Ithaca. La 30 decembrie pornește spre Missolonghi. Sunt publicate Cânturile VI-XIV din Don Juan.
La 4 ianuarie 1824 Byron este primit cu onoruri la Missolonghi. La 22 ianuarie scrie ultima sa poezie Astăzi împlinesc treizeci și șase de ani. Încearcă să formeze un regiment de artilerie pentru a-l trimite împotriva fortăreței turcești de la Lepanto. În martie sunt publicate Cânturile XV și XVI din Don Juan. La 9 aprilie se îmbolnăvește grav și se stinge peste zece zile, sfârșitul fiindu-i grăbit de lipsa de îngrijire medicală competentă. În Grecia sunt organizate funeralii naționale, care pun capăt pentru un timp operațiunilor de pe câmpurile de luptă. Poetul este înmormântat la 16 iulie, la Hucknall Torkard Church, în apropiere de Newstead. Cererea prietenilor săi de a fi depus în Colțul poeților din Catedrala Westminster este întâmpinată cu refuz.
La 145 de ani de la moartea sa, în mai 1969, după ce acest lucru a fost refuzat de trei ori până atunci, un memorial al lui Byron a fost amplasat în Colțul poeților din Catedrala Westminster.

## Opera
- 1806: Piese fugare (Fugitive Pieces);
- 1807: Ceasuri de trândăvie (Hours of Idleness);
- 1809: Barzi englezi și critici scoțieni (English Bards and Scotch Reviewers);
- 1813: Ghiaurul (The Giaour);
- 1813: Mireasa din Abydos (The Bride of Abydos);
- 1814: Corsarul (The Corsair);
- 1814: Lara (Lara);
- 1815: Melodii ebraice (Hebrew Melodies);
- 1816: Asediul Corintului (The Siege of Corinth);
- 1816: Parisina (Parisina);
- 1816: Prizonierul din Chillon (The Prisoner of Chillon);
- 1816: Visul (The Dream);
- 1816: Prometeu (Prometheus);
- 1816: Întuneric (Darkness);
- 1817: Manfred (Manfred);
- 1817: Tânguirea lui Tasso (The Lament of Tasso);
- 1818: Beppo (Beppo);
- 1812 - 1818: Pelerinajul lui Childe Harold (Childe Harold's Pilgrimage);
- 1819 - 1824: Don Juan (Don Juan);
- 1819: Mazeppa (Mazeppa);
- 1819: Profeția lui Dante (The Prophecy of Dante);
- 1820: Marino Faliero, Doge al Veneției (Marino Faliero, Doge of Venice);
- 1821: Sardanapal (Sardanapalus);
- 1821: Cei doi Foscari (The Two Foscari);
- 1821: Cain (Cain);
- 1821: Viziunea Judecății (The Vision of Judgement);
- 1821: Cer și pământ (Heaven and Earth);
- 1822: Werner (Werner);
- 1822: Monstrul transformat (The Deformed Transformed);
- 1823: Epoca bronzului (The Age of Bronze);
- 1823: Insula (The Island).